# Deadovo, Sliven
Deadovo (în bulgară Дядово) este un sat în comuna Nova Zagora, regiunea Sliven,  Bulgaria. 

## Demografie
Componența etnică a satului Deadovo
     Romi (29,56%)
     Turci (20,86%)
     Bulgari (48,47%)
     Nicio identificare (1,08%)
La recensământul din 2011, populația satului Deadovo era de 460 locuitori. Nu există o etnie majoritară, locuitorii fiind bulgari (48,47%), romi (29,56%) și turci (20,86%). Pentru 1,08% din locuitori nu este cunoscută apartenența etnică.